# District de Cadillac
Le district de Cadillac est une ancienne division territoriale française du département de la Gironde de 1790 à 1795.
Il était composé des cantons de Cadilhac, Arbis, Barsac, Castres, Créon, Landiras, Langoiran, Podensac, Saint Macaire et Targon.